# Martín Farfán Pulido
José Martín Farfán Pulido (Facatativá, 21 d'agost de 1965) va ser un ciclista colombià, professional del 1988 al 1995. Especialista en l'escalada, va guanyar el Gran Premi de la muntanya a la Volta a Espanya així com una etapa a l'edició de 1990.
A l'edició de 1989 de la Volta a Espanya, va donar positiu per un estimulant en dues etapes.

## Palmarès
- 1988
  - Vencedor d'una etapa a la Volta al Táchira
- 1989
  - Vencedor d'una etapa al Clásico RCN
- 1990
  - Vencedor d'una etapa al Volta a Espanya i  1r del Gran Premi de la muntanya
- 1991
  - Vencedor d'una etapa a la Volta a Colòmbia
- 1992
  - Vencedor d'una etapa al Critèrium del Dauphiné Libéré
  - Vencedor d'una etapa a la Volta a Burgos
  - Vencedor d'una etapa a la Volta a Colòmbia
- 1994
  - Vencedor d'una etapa al Clásico RCN

### Resultats a la Volta a Espanya
- 1989. 23è de la classificació general
- 1990. 11è de la classificació general.  1r del Gran Premi de la muntanya i vencedor d'una etapa
- 1991. 53è de la classificació general
- 1992. 38è de la classificació general
- 1993. 40è de la classificació general
- 1995. Abandona (14a etapa)

### Resultats al Tour de França
- 1990. Abandona (8a etapa)

### Resultats al Giro d'Itàlia
- 1993. Abandona (17a etapa)
- 1995. 49è de la classificació general